# ジョン・アールクィスト
ジョン・エドワード・アールクィスト（Jon Edward Ahlquist,1944年7月27日 - 2020年5月7日）は分子系統学と鳥類学の専門家、主にイェール大学でチャールズ・シブリーと長く共同研究を行った。
1987年、アールクィストはシブリーと共にイェールを去った。
1988年、アールクィストとシブリーは全米科学アカデミーからダニエル・G・エリオットメダルを受賞する。1991年1月（しばしば1990年ともされる）、チャールズ・シブリーとアールクィストは"Phylogenetics and Classification of Birds"を発表。これはDNA-DNAハイブリダイゼーションによる、鳥類の新しい系統学（シブリー＝アールクィスト鳥類分類）を示したものだった。
このときアールクィストはオハイオ大学の動物学准教授であった。1999年に引退(Ahlquist, 1999)。

## 参照
- Ahlquist, Jon E., 1999: Charles G. Sibley: A commentary on 30 years of collaboration.
- The Auk, vol. 116, no. 3 (July 1999).  A PDF or DjVu version of this article can be downloaded from the issue's table of contents page.